# Кантонская синагога
Кантонская синагога (итал. Scuola Canton) — одна из пяти синагог еврейского гетто в Венеции, Италия. Основанная всего через четыре года после соседней Скуола-Гранде-Тедеска (1528), это вторая старейшая венецианская синагога. Её происхождение неизвестно: возможно, она была построена как молитвенная комната для группы провансальских евреев вскоре после их прибытия в Венецию или как частная синагога для известной местной семьи. Неоднократно реконструируемый на протяжении всей своей истории, интерьер синагоги оформлен преимущественно в стилях барокко и рококо.
Последний раз синагога была отреставрирована в 2016-2017 годах Всемирным фондом памятников. Она открыта для публики через Еврейский музей Венеции.

## Название
Как и другие четыре синагоги в Венеции, Кантонская синагога называлась scuola («школа»), а не синагога, точно так же, как евреи-ашкенази называют синагогу shul (שול) на идише. Однако в венецианском контексте этот термин имеет ещё одно значение: Scuola на самом деле было названием, данным учреждениям христианского братства, посвящённым помощи нуждающимся, наиболее известным из которых является шесть Scuole Grandi в Венеции. В здании Кантонской синагоги на протяжении веков действительно располагались штаб-квартиры нескольких благотворительных организаций и организаций по оказанию помощи, как и в соседней итальянской скуоле.
Среди нескольких предложенных этимологий слова «кантон» общепринятая связывает его с древним топонимом этого места, «кантон-дель-медрас» (угол мидраша), имея в виду положение здания в южном углу площади Гетто Нуово. Согласно другой гипотезе, это слово происходит от семьи Кантон (или Кантони), которая якобы финансировала строительство синагоги; эта гипотеза подтверждается тем фактом, что три еврейские молитвенные комнаты, когда-то находившиеся в гетто Нуово (Scuola Luzzatto, Scuola Coanim и Scuola Meshullamim), носили имена семей их основателей.

## История

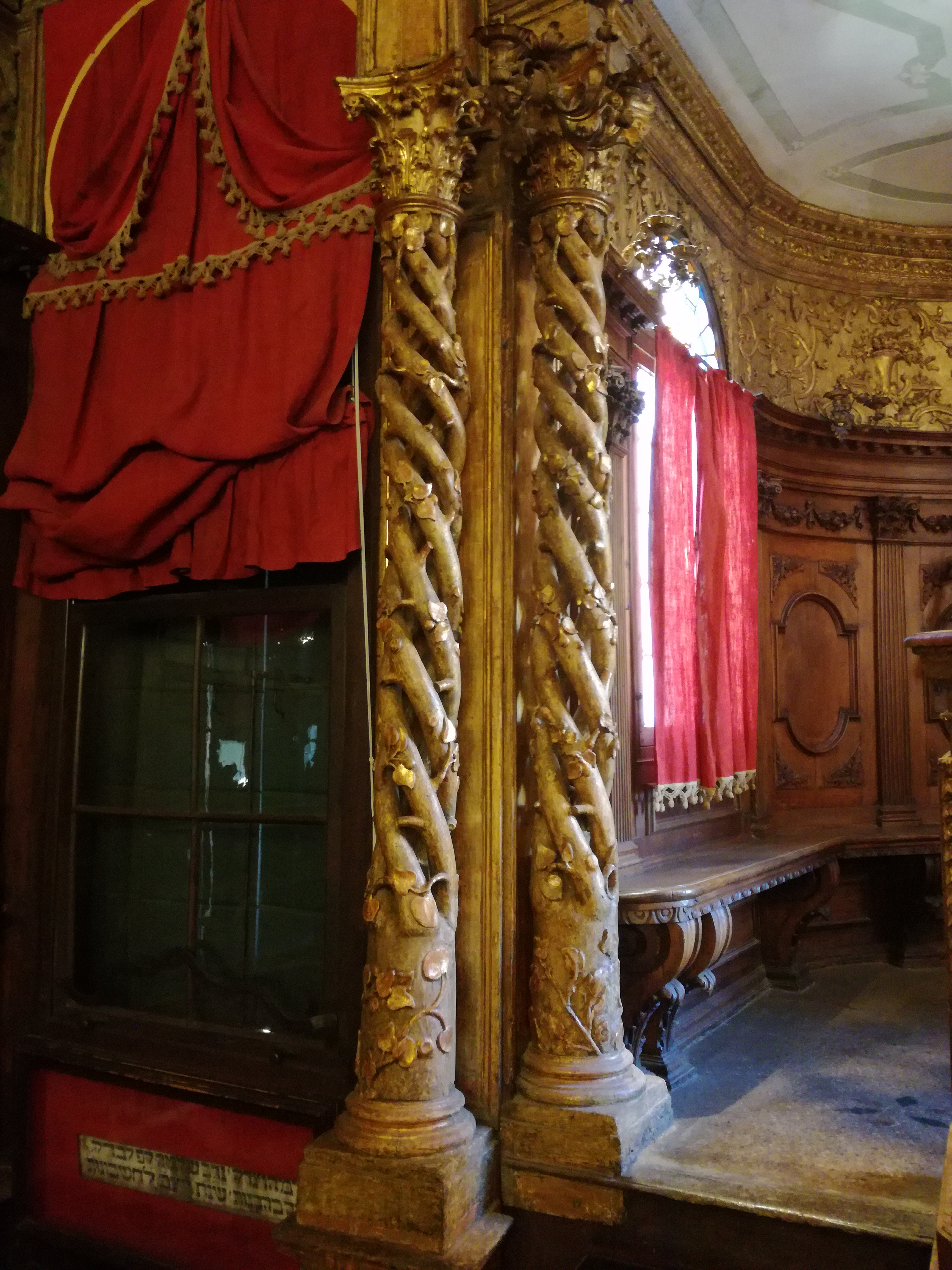
Две деревянные колонны, расположенные слева от вимы. В левом нижнем углу надпись о пожертвовании 180 дукатов в 1532 году на строительство синагоги.

Кантонская синагога — одна из трёх синагог, расположенных в Гетто Нуово (самая старая часть венецианского гетто, основанная 29 марта 1516 года) вместе с Scuola Grande Tedesca и Scuola Italiana. Она была построена между 1531 и 1532 годами членами местной общины ашкенази. Каменная доска, расположенная слева от вимы, свидетельствует о подарке 180 дукатов, пожертвованных человеком по имени Шломо в 1532 году на строительство синагоги. Та же дата (5292 год по еврейскому календарю) вывешена над входной дверью.
Создание кантонской синагоги последовало через четыре года после основания соседней Scuola Grande Tedesca, также ашкеназского обряда, и, таким образом, могло быть результатом зарождающегося разделения внутри местной ашкеназской общины. Имеющиеся данные свидетельствуют о том, что новая синагога на самом деле могла быть построена группой провансальских евреев вскоре после их прибытия в Венецию, в период, отмеченный резким увеличением еврейского населения Венеции из-за иммиграции из близлежащих стран. Провансальские евреи были вынуждены массово покинуть Арль после присоединения Прованса к Франции (1484), и многие из них предпочли поселиться в Италии. Несколько элементов, по-видимому, доказывают провансальское происхождение кантонской синагоги: например, это была единственная венецианская синагога, где пели Леха доди — гимн, обычно исполняемый французскими евреями накануне субботы . Кроме того, «бифокальный эффект» синагоги (созданный вимой и ковчегом, обращёнными друг к другу на противоположных концах святилища), расположение, редко встречающееся в старых европейских синагогах, но являющееся общей чертой провансальских синагог Карпантры и Кавайона.
Первоначально здание синагоги выполняло как религиозные, так и общественные функции: первый этаж занимал склад гробов Fraterna della Misericordia degli Hebrei Tedeschi, еврейского учреждения, которое предоставляло услуги погребения для членов общины (заменённое в XIX веке на Fraterna dei Poveri), а на втором этаже располагалась местная школа Талмуд-тора (Fraterna sive Scuola Talmud Torah di Ghetto Nuovo).
Кантонская синагога неоднократно реконструировалась на протяжении XVI, XVII и XVIII веков, причём наиболее важные вмешательства происходили в конце 1630-х и 1650-х, 1730-х и 1770-х годах. Наряду с другими синагогами Венеции перестала регулярно использоваться в октябре 1917 года, когда местная еврейская община была вынуждена распуститься; в то же время управление всеми еврейскими местами отправления культа было передано единому учреждению, Templi Israelitici Uniti.
Начиная с 1968 года в здании проводились масштабные реставрационные работы, проводимые Всемирным фондом памятников и Министерством культурных ценностей и окружающей среды Италии, которые включали стабилизацию фундамента и изоляцию стен. В 1989 году синагога была наконец вновь открыта для публики как часть новой музейной зоны, объединяющей все три синагоги Гетто Нуово, а также Венецианский музей еврейского искусства (основан в 1953 году, ныне Еврейский музей Венеции). Более поздние кампании по сохранению были проведены Всемирным фондом памятников в 2014 и 2016–2017 годах при поддержке Фонда Дэвида Берга.

## Архитектура

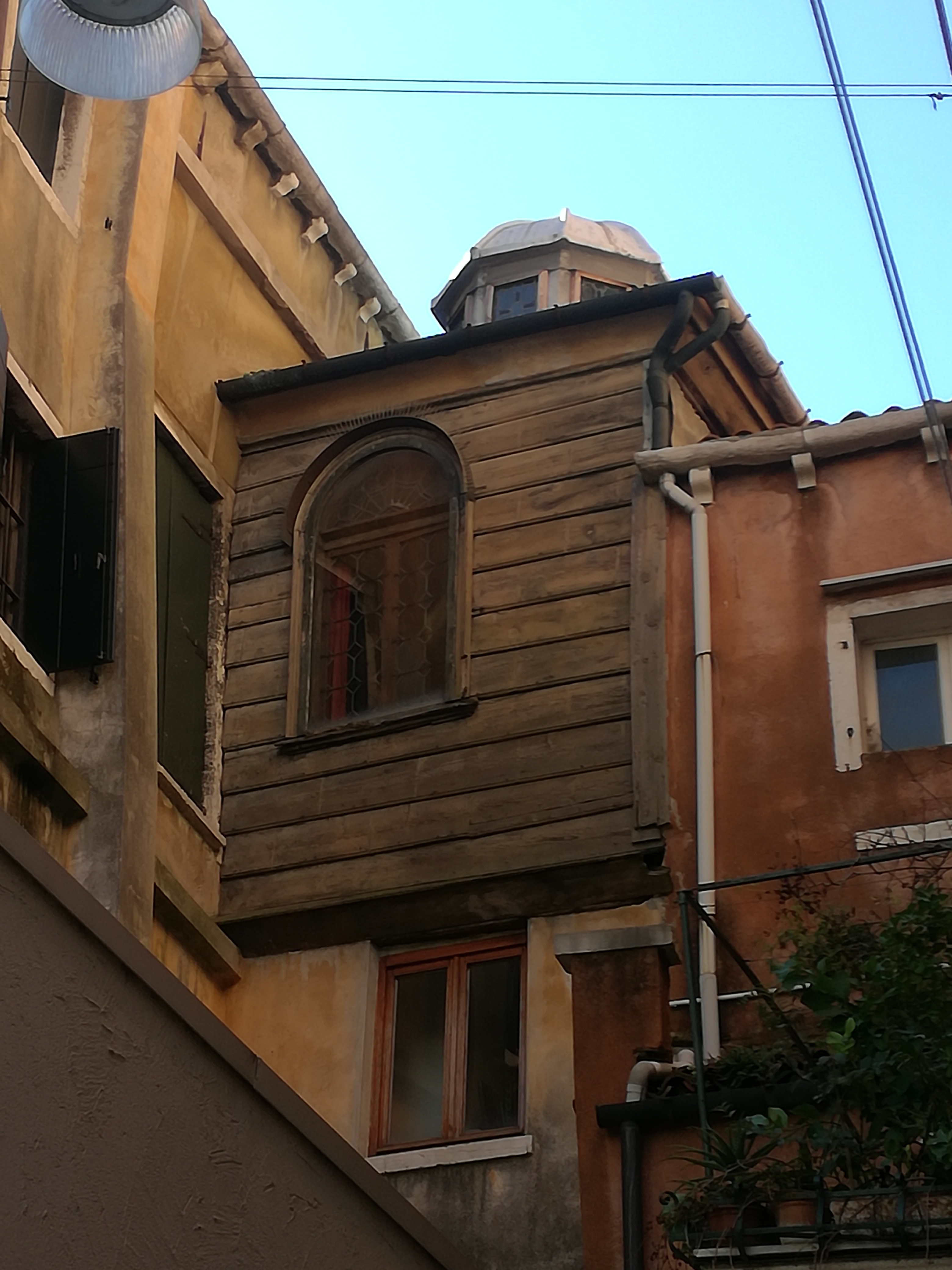
Для наблюдателя, стоящего на площади «Гетто нуово», небольшой купол над вимой является единственным видимым признаком присутствия синагоги

Главное помещение синагоги имеет прямоугольный план, который лишь слегка асимметричен (12,9 х 7,1 х 12,7 х 6,5 м), в отличие от заметной неровности плана земли в соседней Скуола-Гранде-Тедеска. Оно занимает неприметное место на третьем этаже четырёхэтажного народного дома, выходящего на главную площадь гетто, и снаружи практически не заметно. Неприметный внешний вид был обязательной чертой синагог, построенных в Венеции в первые десятилетия XVI века, поскольку еврейские места отправления культа, хотя и допускались, в то время всё ещё были формально запрещены. Синагога стоит на возвышении (что характерно для близлежащих школ Scuola Grande Tedesca и Scuola Italiana) в соответствии с талмудическими предписаниями об архитектуре синагог; с практической точки зрения, участок, на котором стоит здание, принадлежал известной венецианской аристократической семье, но возвышенное размещение поставило синагогу под прямой контроль еврейской общины.
Вход на первом этаже здания синагоги состоит из просторного и светлого вестибюля, разделённого двумя белыми тосканскими колоннами; лестница, украшенная мемориальными досками XIX века, посвящёнными видным деятелям общины, соединяет его с синагогой на третьем этаже. Нынешний вид зала и лестницы — результат реставрации, проведённой в конце 1850-х годов. На третьем этаже в синагогу можно попасть через узкий вестибюль со скамейками; четыре окна, расположенные на западной стене вестибюля (замурованные в 1847 году и вновь открытые в 1980-м), выходят в главное помещение. Первоначальная функция такого пространства, напоминающего вестибюль (polish на идише), часто встречающийся в зданиях синагоги в Центральной Европе, не ясна; однако его планировка предполагает, что изначально он мог служить матронеумом. Новая приподнятая женская галерея была завершена в 1736 году: считается, что с этого момента и до 1847 года вестибюль использовался людьми, которые не могли позволить себе место в главном зале. Из-за скромных размеров синагоги количество мест было фактически ограничено: владение местом считалось символом статуса, и места часто передавались из поколения в поколение в известных семьях.

### Интерьер
В синагоге много естественного света благодаря одиннадцати большим окнам, открывающимся наружу. Интерьер, сильно изменённый вмешательством XVIII века, оформлен в стиле барокко с элементами рококо. Основные фокусы, вима и ковчег, расположены на противоположных концах святилища: это действительно была первая венецианская синагога, построенная с «бифокальным эффектом», как кафедра Скуола-Гранде-Тедеска, позже перемещённая, изначально располагалась посреди комнаты в соответствии с традиционной конфигурацией «центральной вимы».

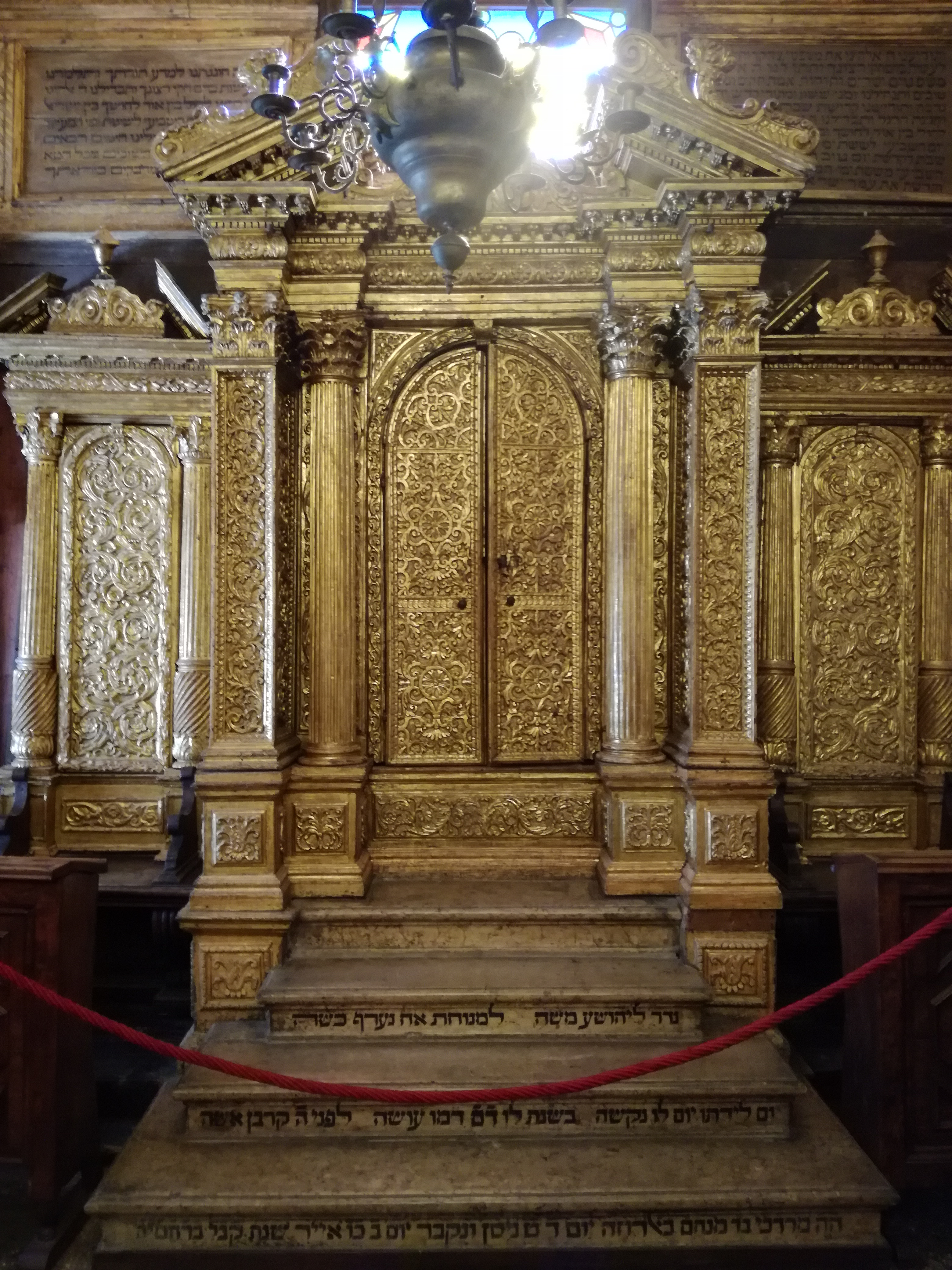
Ковчег

Причудливо украшенный ковчег полностью позолочен, как предписано в Книге Исхода в отношении Ковчега Завета; такое обилие позолоты также отражает то, какой декоративный стиль был в моде в Венеции конца XVII века. Ковчег занимает глубокую нишу в южной стене, обращённой к Иерусалиму, как это обычно бывает в старинных синагогах. Ниша выступает наружу и поэтому видна снаружи; эта особенность, характерная для венецианской домашней архитектуры и когда-то часто встречавшаяся в зданиях по всему городу, называется liagò (или diagò) и, вероятно, заимствована из исламской архитектуры. Над ковчегом дополнительный свет обеспечивает небольшой витраж с синими, жёлтыми, красными и зелёными акцентами. Ковчег имеет трёхчастную структуру: в центральной части находится ниша для свитков Торы, увенчанная ломаным фронтоном в стиле барокко и окружённая двумя квадратными колоннами и двумя коринфскими колоннами с каннелюрами; в двух боковых секциях расположены сиденья для парнассима с фигурными изогнутыми спинками, увенчанные меньшими ломаными фронтонами и окружённые с каждой стороны коринфскими колоннами с косым и вертикальным каннелюрами. На мраморных ступенях, ведущих к туалету, есть непонятные надписи на иврите, которые гласят:

Подарок Джошуа Моше в память о его брате, которого зарезали, как козла. День его рождения был тяжёлым для него. На его 44-й день рождения его кровь может быть принесена в жертву Б-гу. Мордехай, сын Менахема Бальдоса, 1672 год.

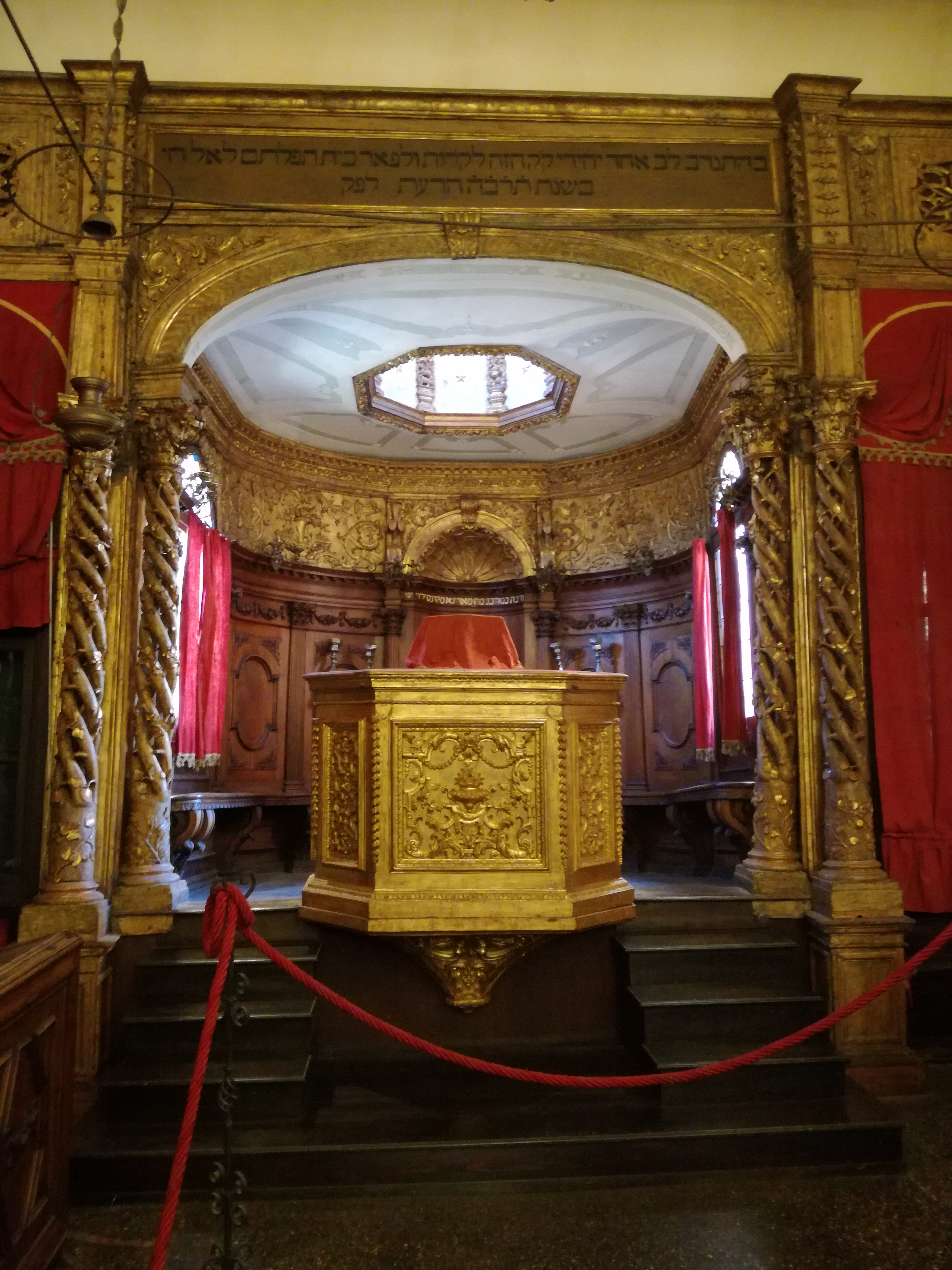
Вима

Дата, упомянутая в надписи, указывает «с большим приближением» на дату постройки ковчега; как отмечалось ранее, его декоративный стиль явно напоминает тот период. Над сиденьями парнасим две деревянные панели с текстами двух субботних молитв.
В противоположном конце комнаты находится вима, построенная примерно в 1780 году. Приподнятая многоугольная кафедра, к которой ведут пять деревянных ступеней и изящно украшенная в стиле рококо, увенчана полуэллиптической аркой, поддерживаемой четырьмя оригинальными колоннами из переплетающихся ветвей, напоминающими две колонны на крыльце храма Соломона. Колонны тонкой работы были тщательно отреставрированы в 1980-х годах. Кафедра стоит внутри полугексагональной ниши, освещённой сверху куполообразным просветом, построенным около 1730 года. Деревянные сиденья вокруг кафедры изначально предназначались для самых видных членов общины. Перестройку этой части синагоги в XVIII веке, скорее всего, выполнил местный христианский архитектор Бартоломео Скальфуротто, который в то же время (около 1731 года) работал над реконструкцией фасада Дворца дожей.
У более длинных стен комнаты расположены две скамьи из орехового дерева, украшение которых было завершено в 1789 году, вместе с позолотой интерьера синагоги. Все стены разделены на пять горизонтальных секций; число пять неоднократно повторяется по всей синагоге (пять — это отверстия в двух более длинных стенах, а также ступени, ведущие к виме) как свидетельство его важности в иудаизме.
Две из четырех стен примечательны наличием восьми деревянных панно с рельефными медальонами, изображающими библейские эпизоды из Книги Исход, в том числе город Иерихон, переход через Красное море, жертвенник жертвоприношения, манну, ковчег на берегах реки Иордан, Корей, дарование Торы, и Моисей, пускающий воду из скалы. Восемь медальонов, написанных темперой, не представляют особой художественной ценности, но выделяются своей редкостью: пейзажные картины действительно чрезвычайно редки в синагогах, и их присутствие в Кантонской синагоге может отражать влияние центральноевропейских образцов. Медальоны на самом деле напоминают овальные картуши, изображённые на фронтисписах еврейских книг, напечатанных в Кракове в конце XVI века.

## Галерея

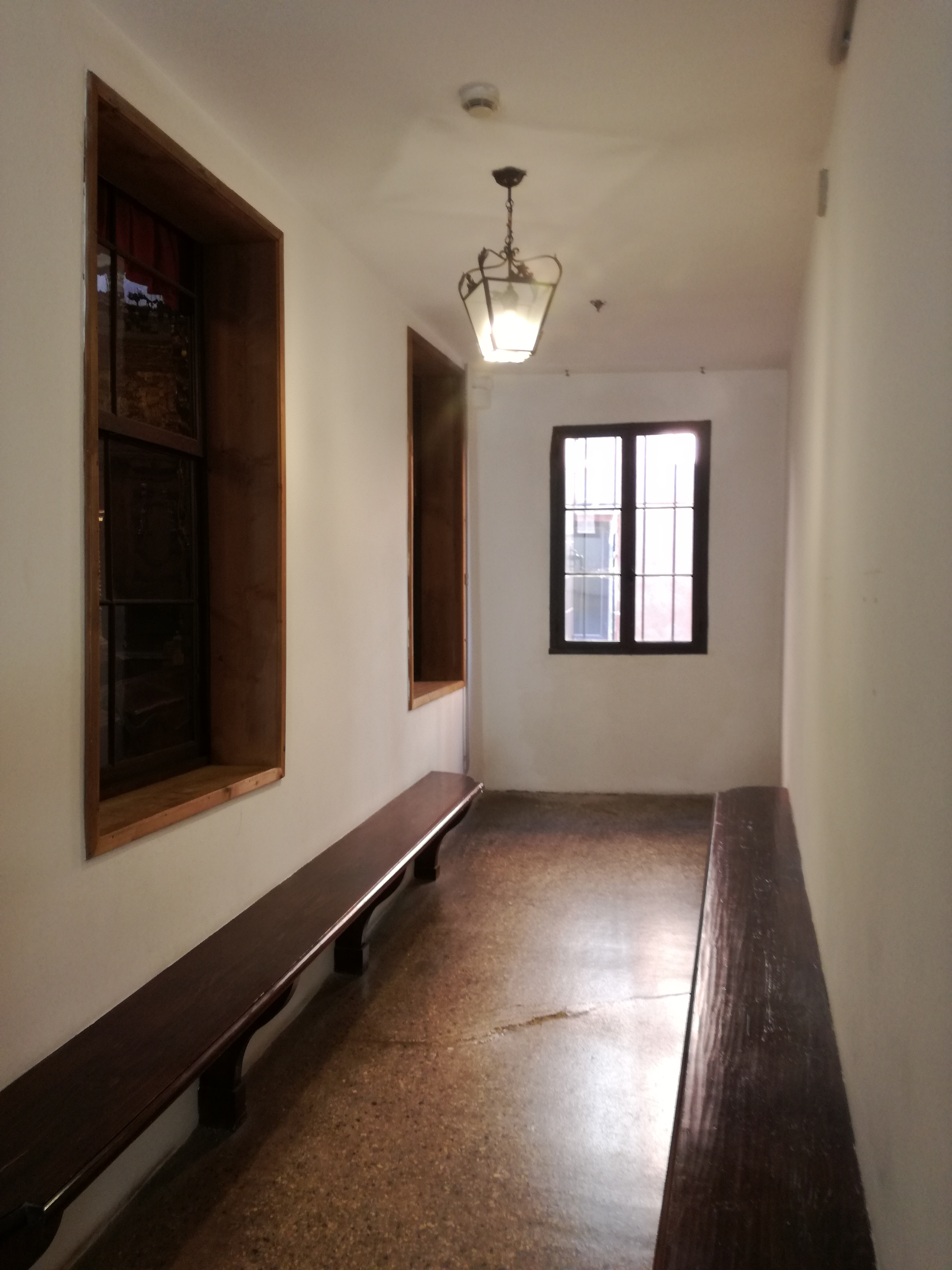
Изображение вестибюля, вид с севера. Окна слева выходят в главную комнату
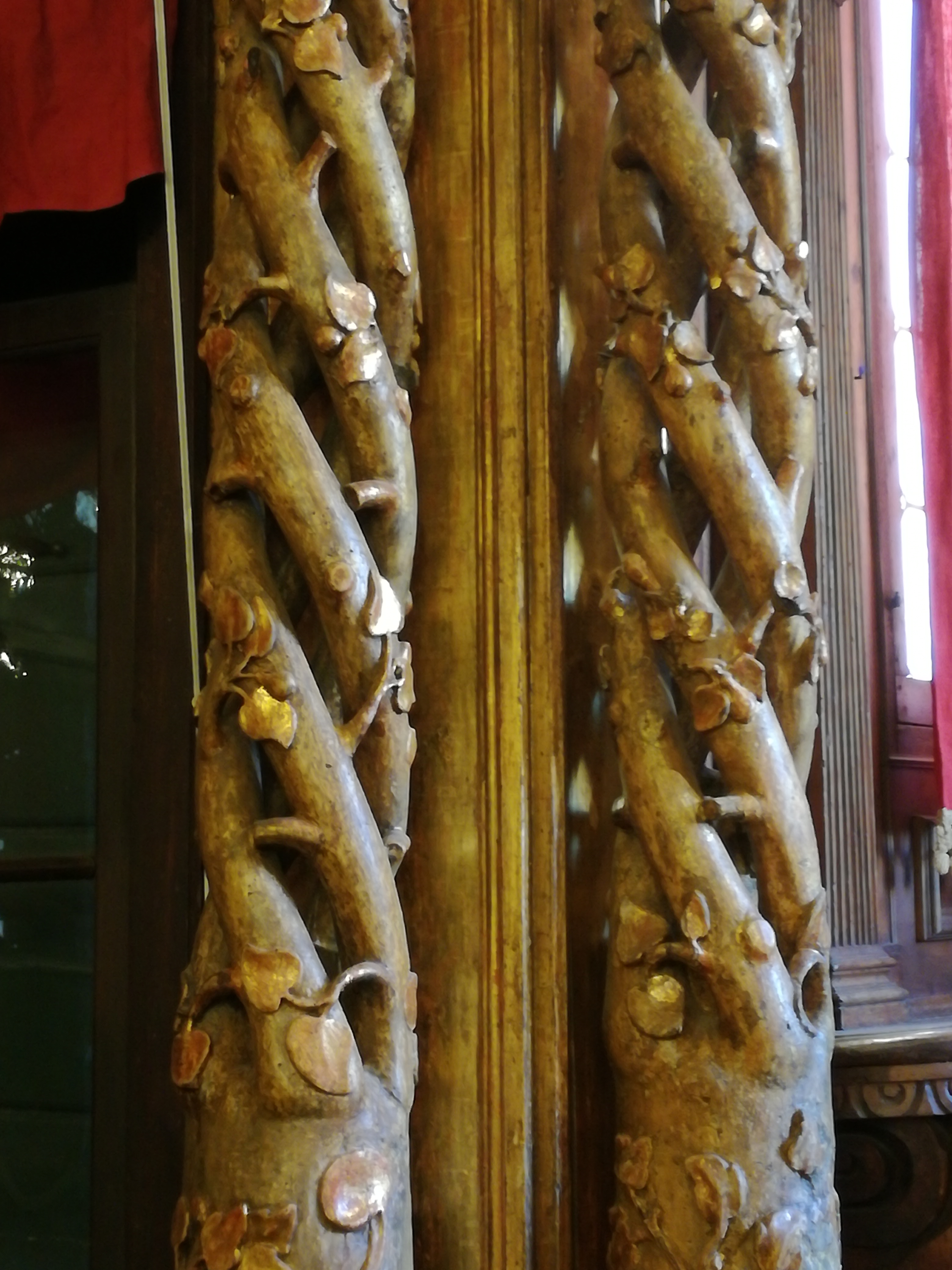
Детали резных колонн
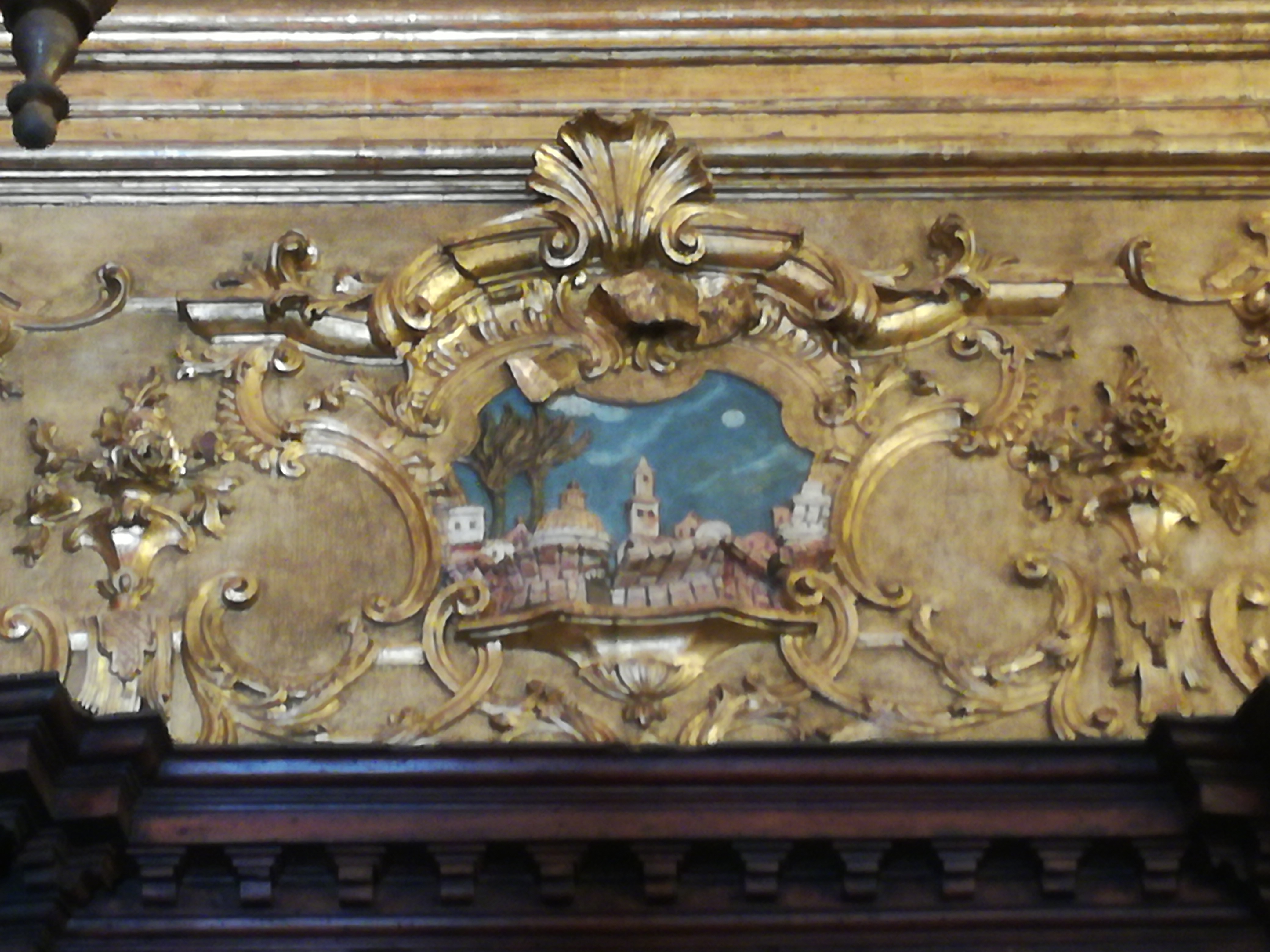
Детали одного из рельефных медальонов, изображающих город Иерихон и его разрушающиеся стены.
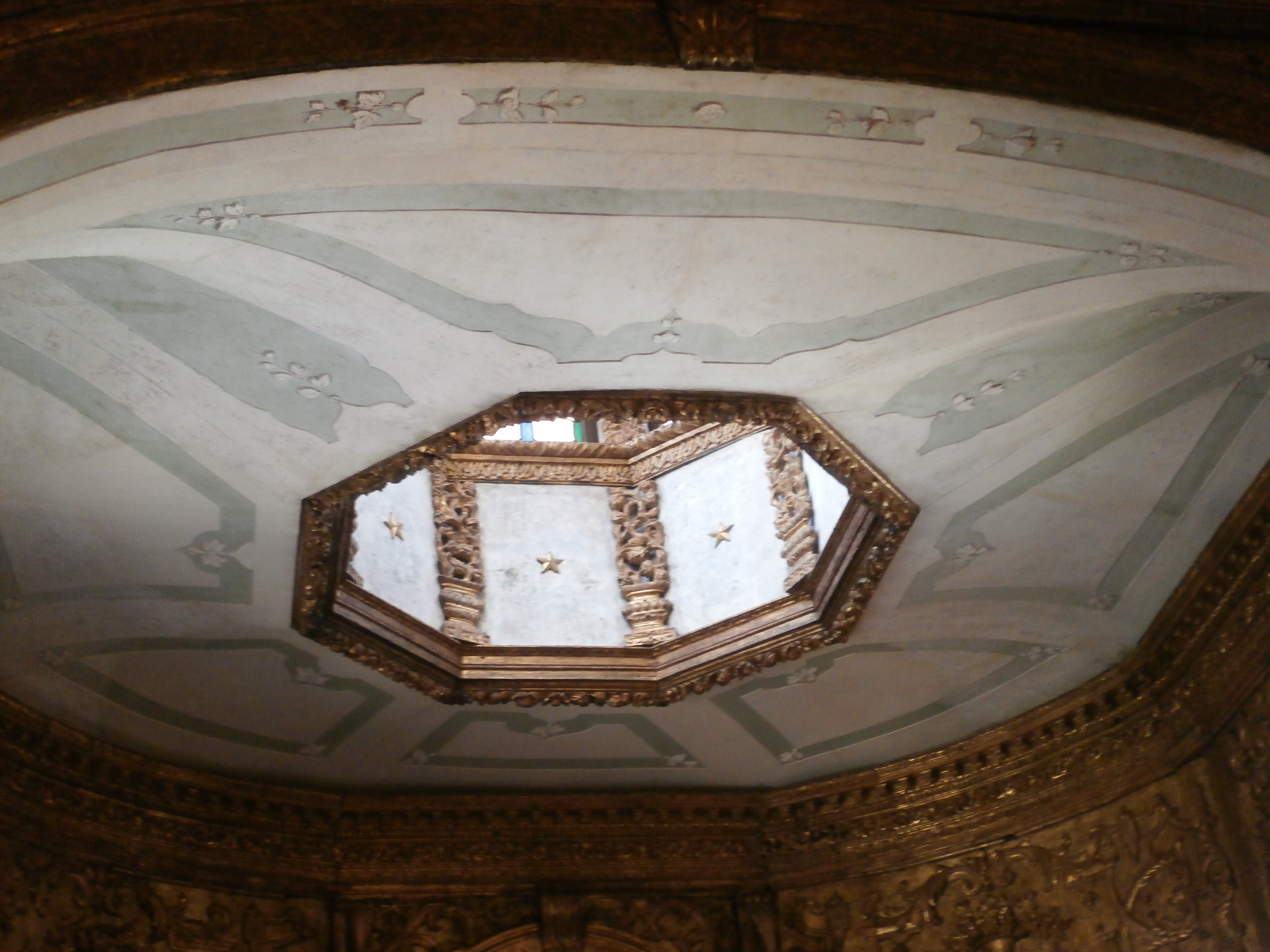
Внутренний вид светового люка
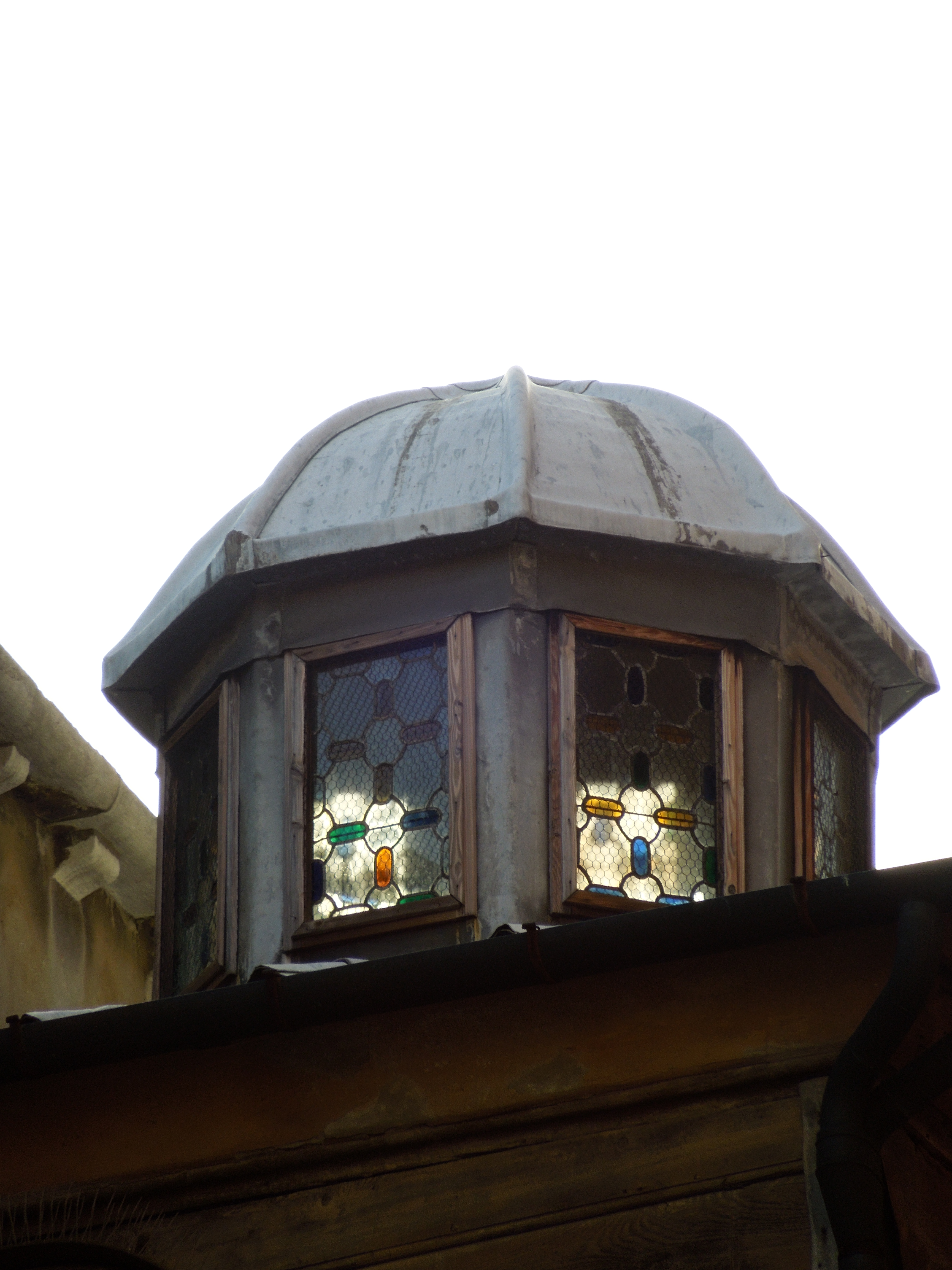
Деталь куполообразного светового люка

## Комментарии
1. ↑  Точно так же другой угол площади назывался «кантон-дель-форно» (угол пекарни)[5].
2. ↑  Три молельных комнаты гетто изначально были построены как частные синагоги самыми известными еврейскими семьями гетто. Две из них существуют и по сей день: Scuola Coanim (первоначально располагалась рядом с сотопортего[англ.] Гетто нуово, позже разобрана и частично собрана на первом этаже Scuola Grande Spagnola[англ.] в 1893 году) и Scuola Luzzatto (сначала построена на «Кампо-де-Гето-Ново», а затем перенесена на первый этаж «Scuola Levantina» в 1836 году)[9]
3. ↑  Число евреев, переселившихся в гетто, быстро увеличилось с началом Войны Камбрейской лиги, поскольку некоторые евреи, поселившиеся на материковой части Венеции, решили искать убежище в городе[17]
4. ↑  Кантонская синагога и синагога Кавайон, в частности, имеют несколько сходств в своём устройстве. Например, в обоих зданиях есть приподнятая женская галерея, которая напрямую связана с молельным залом серией ступеней.[20]
5. ↑  В дни битвы при Капоретто многие венецианские евреи были переведены в Ливорно — ещё один итальянский город, где проживала важная еврейская община, — в качестве меры предосторожности против австро-венгерского вторжения[22].
6. ↑  "Дом, который посвящен Богу, должен быть выше других домов города." (Шаббат 11a).
7. ↑  Большая часть Scuola Canton принадлежала семье Эриццо[итал.]; точно так же «Scuola Grande Tedesca» и «Scuola Italiana» были построены на участках, принадлежащих двум богатым патрицианским семьям[34].
8. ↑  

"И обложи его чистым золотом, внутри и снаружи обложи его, и сделай на нём золотой венец вокруг"
— Исх. 25:10—12; "И обложил его чистым золотом внутри и снаружи, и сделал к нему золотой венец вокруг"
9. ↑  Пять — это книги Торы и разделы книги Псалмов.